# Zaba
Zaba è il primo album in studio del gruppo musicale inglese Glass Animals, pubblicato nel 2014.

## Tracce
1. Flip – 3:42
2. Black Mambo – 4:08
3. Pools – 4:48
4. Gooey – 4:49
5. Walla Walla – 3:37
6. Intruxx – 2:49
7. Hazey – 4:25
8. Toes – 4:14
9. Wyrd – 4:05
10. Cocoa Hooves – 4:31
11. JDNT – 4:24